# Alain Marion
Alain Marion (ur. 26 grudnia 1938 w Marsylii, zm. 16 sierpnia 1998 w Seulu) – francuski flecista.

## Życiorys
Alain Marion studiował Konserwatorium w Marsylii. Ukończył też Konserwatorium Paryskie.
Uznawany za jednego z największych flecistów lat 60., 70., 80. i 90. XX wieku. Występował jako solista w wielu uznawanych orkiestrach: z Paryską Orkiestrą Kameralną (ORTF), Ensemble Intercontemporain i Francuską Orkiestrą Narodową na czele.
Równolegle z karierą solistyczną prowadził także działalność dydaktyczną. Był profesorem w Konserwatorium Paryskim. Wykładał też na Międzynarodowej Akademii Letniej w Nicei.